# Parti russe de la vie
Le Parti russe de la vie (en russe : Российская партия жизни, Rossiiskaïa Partiya Jizni) est un parti politique russe fondé le 19 avril 2003. Son président est Sergueï Mironov.
Le programme du parti est assez flou. Le site internet du parti mentionne deux axes : 
- libéralisme sur les questions économiques ;
- nationalisme sur le reste.

Lors des élections législatives du 7 décembre 2003, le parti avait fait alliance avec le Parti de la Renaissance de la Russie de Guennadi Selezniov dans l'espoir de franchir le seuil de représentativité proportionnelle à la Douma fixé à 5 %. Les deux partis échouent et n'obtiennent que 1,8 % des voix au niveau national et 3 sièges.
Le président du parti Sergueï Mironov est investi comme candidat pour l'élection présidentielle du 14 mars 2004 et finit avec le maigre score de 0,75 %.
L'ancienne Miss Univers Oxana Fedorova est candidate du parti lors des législatives de 2003 ainsi que lors de l'élection régionale de Voronej en mars 2005.
Le Parti russe de la vie fusionne avec Rodina et le Parti des retraités pour former le parti Russie juste le 28 octobre 2006.